# 苏恒泰宅邸

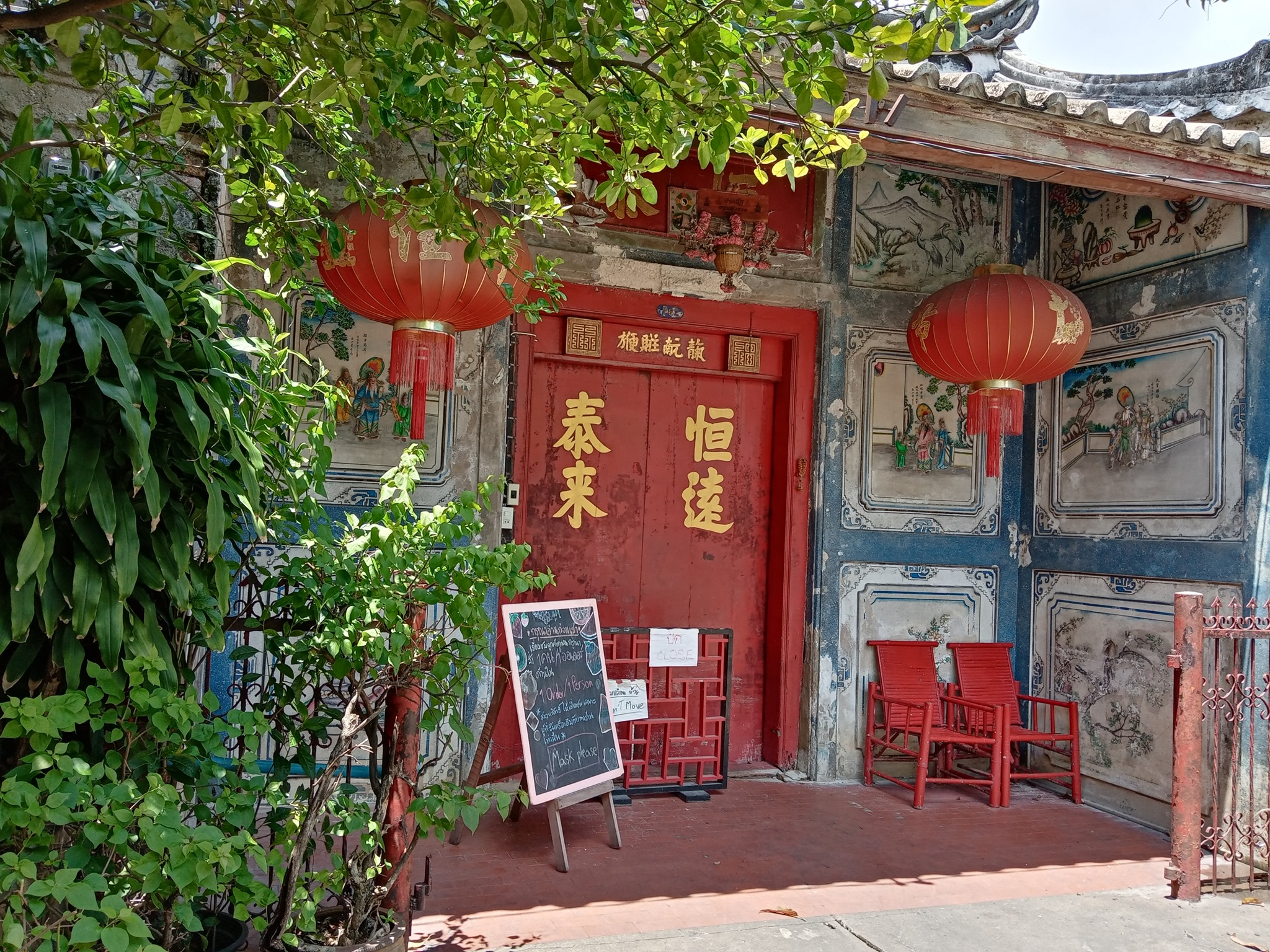
大门

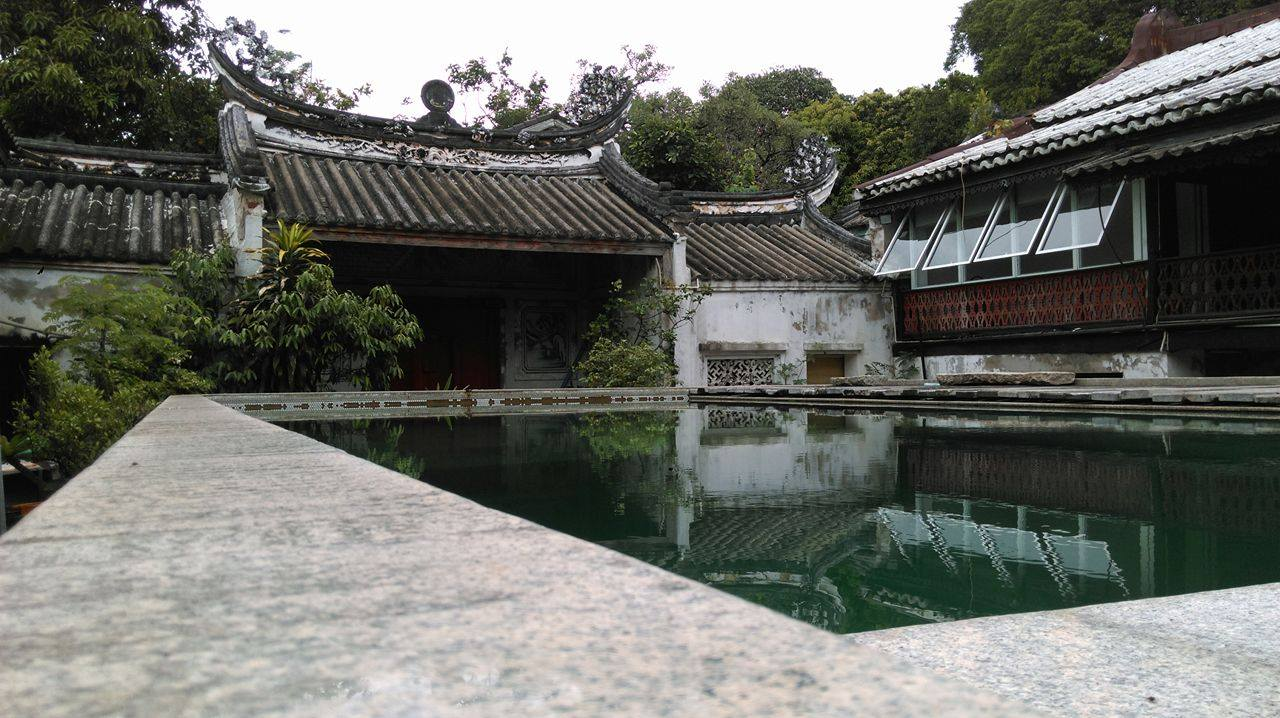
庭院

蘇恆泰宅邸，位于泰国曼谷哒叻仔，为潮州四点金式民居。原为苏氏家族宅邸，建造者阿派瓦尼（苏氏，1813–1849）是拉玛三世统治时期的燕窝包税人，获封爵位。苏家是泰国数个望族的始祖，如查蒂卡瓦尼（Chatikavanij）、斯里维功（Srivikorn）、班雅拉春（Panyarachun）、披荣帕迪（Bhirombhakdi）、社他布（Settabut）、波萨亚金达（Posayajinda）等。苏氏后人仍是这处宅邸的主人，向公众开放，并可提供潜水课程和餐饮服务。2004年，苏氏后人在院内建造了潜水池。